# John Silba
John Silba (n. 1961) es un botánico estadounidense. Es especialista en Pinaceae.
Es investigador del "Colegio Técnico Suny de Agricultura", de Nueva York.

## Obras
- An International Census of the Coniferae. Reimpreso por BiblioBazaar, 2011, 82 pp. ISBN 1-178-60042-4

- Encyclopaedia coniferae; compilador John Silba. 217 pp. Eds. H.N. & A.L. Moldenke. 1986. Reimpreso por BiblioBazaar, 2011, 220 pp. ISBN 1-178-52501-5

- Phytologia Memoirs V11” An international census of the Coniferae, I. Compilador John Silba. Eds. Harold N. Moldenke & Alma L. Moldenke, N.J. 1993

- La abreviatura «Silba» se emplea para indicar a John Silba como autoridad en la descripción y clasificación científica de los vegetales.[1]